# تشارلز بلاكستون
تشارلز بلاكستون (بالإنجليزية: Charles Blackstone)‏ (21 مارس 1977، شيكاغو في الولايات المتحدة)؛ كاتب وروائي أمريكي.